# Ла-Калаорра
Ла-Калаорра (ісп. La Calahorra) — муніципалітет в Іспанії, у складі автономної спільноти Андалусія, у провінції Гранада. Населення — 806 осіб (2010).
Муніципалітет розташований на відстані близько 360 км на південь від Мадрида, 47 км на схід від Гранади.

## Демографія
Динаміка населення (INE ):

## Галерея зображень

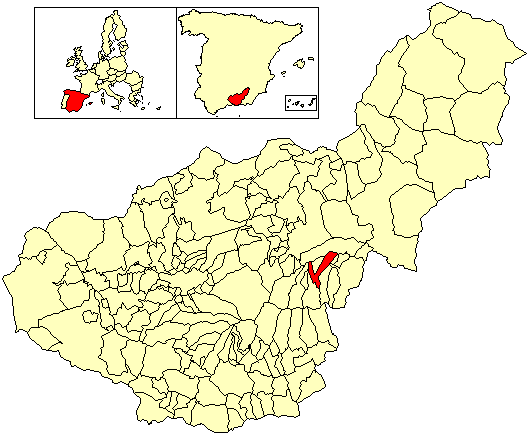
Розташування муніципалітету у провінції Гранада
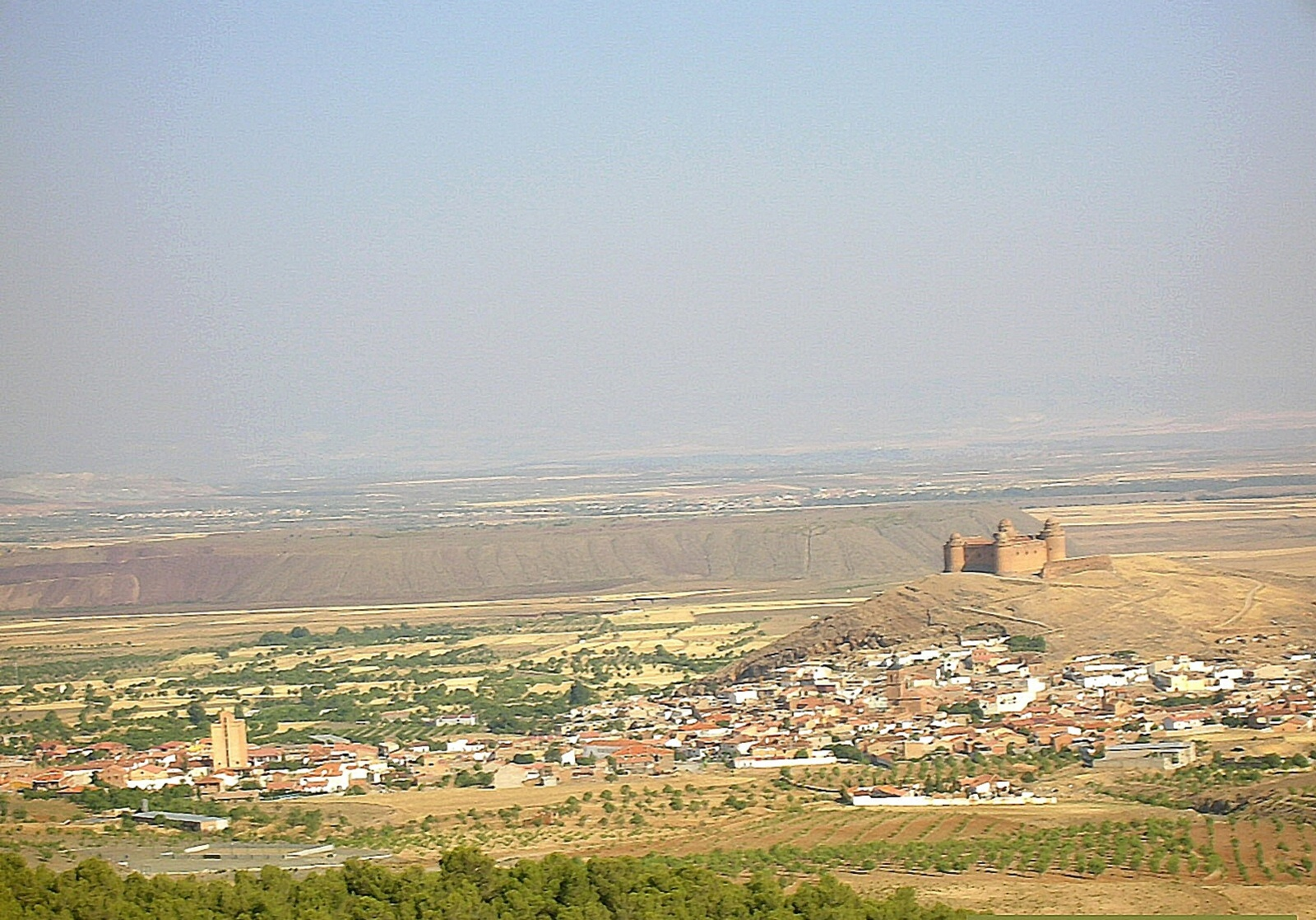
Панорама міста Ла-Калаорра
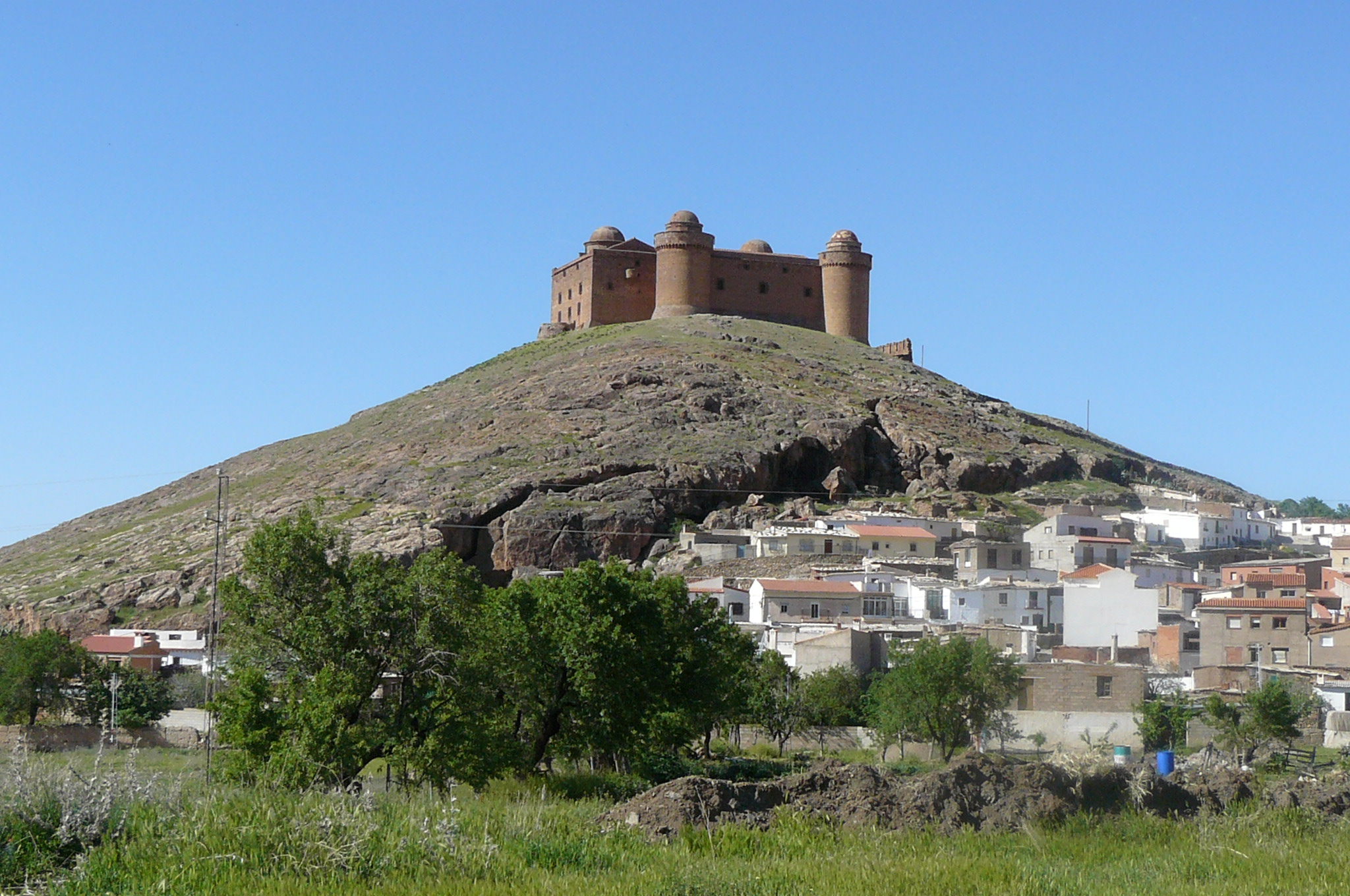
Замок (XV століття)
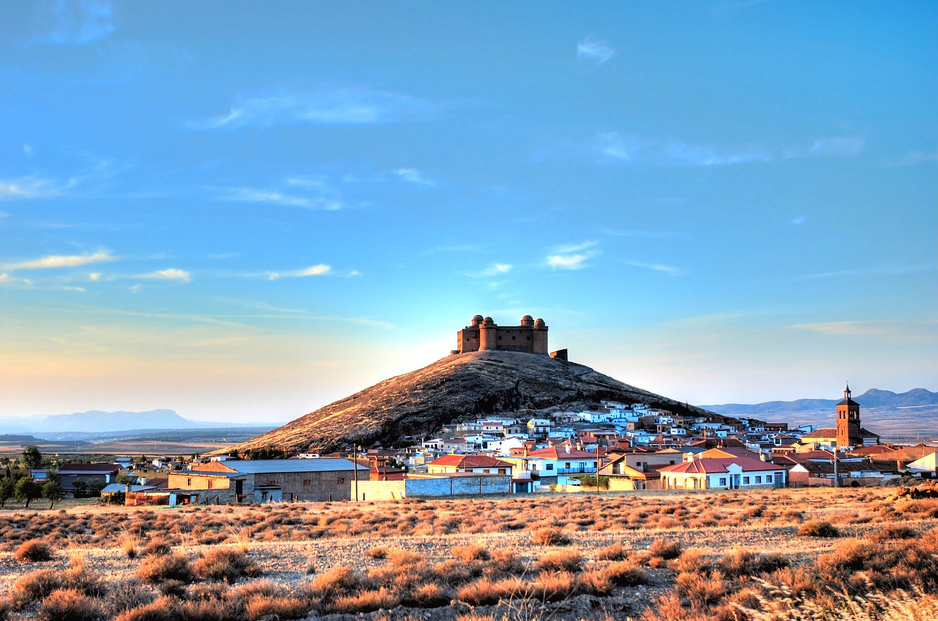
Ла-Калаорра, панорама
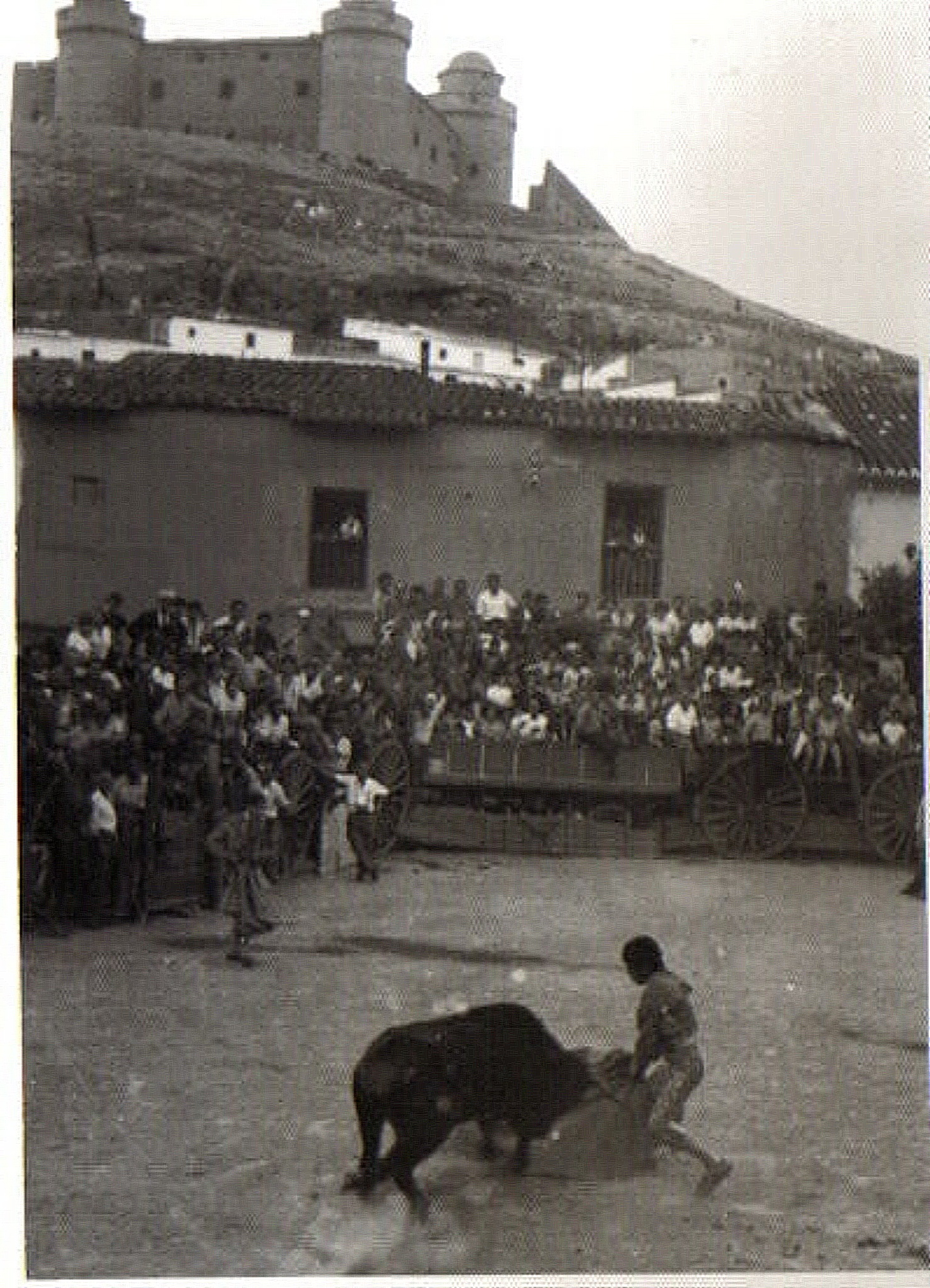
Пласа-де-торос
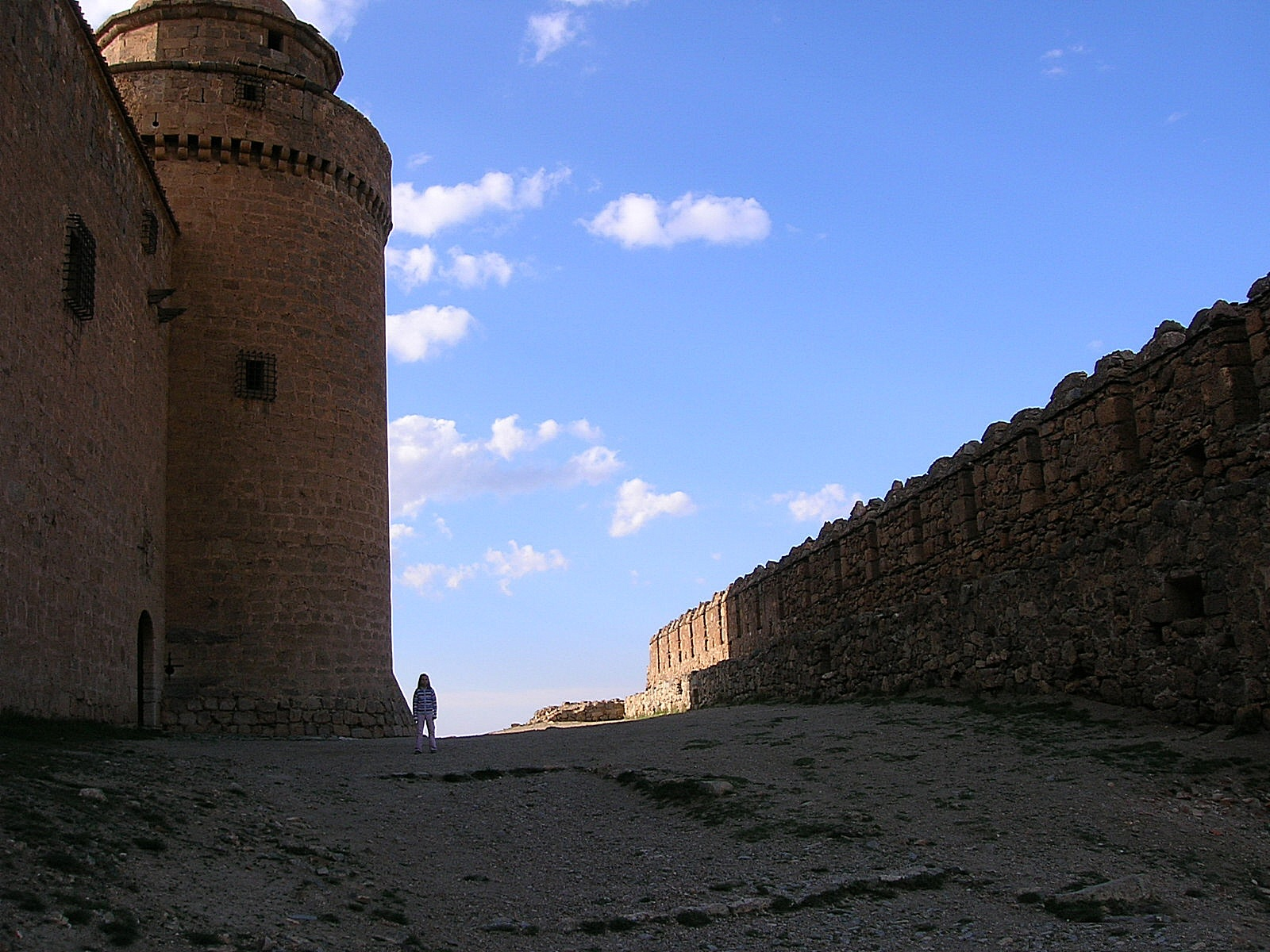
Мур замку